# Guevarismo
Guevarismo é um conjunto de conceitos e critérios políticos, de origem marxista, desenvolvida a partir das ações e ideias do guerrilheiro argentino Ernesto Che Guevara, que são caracterizadas por uma enfoque radical para a mudança social e de preferência para a luta armada. O Guevarismo foi relacionado, apesar de não se identificar, com diversas correntes políticas, em especial com o comunismo, o marxismo-leninismo e o maoismo, mas em todos estes fluxos são mais ou menos extensas áreas que são críticas do guevarismo.

## Componentes

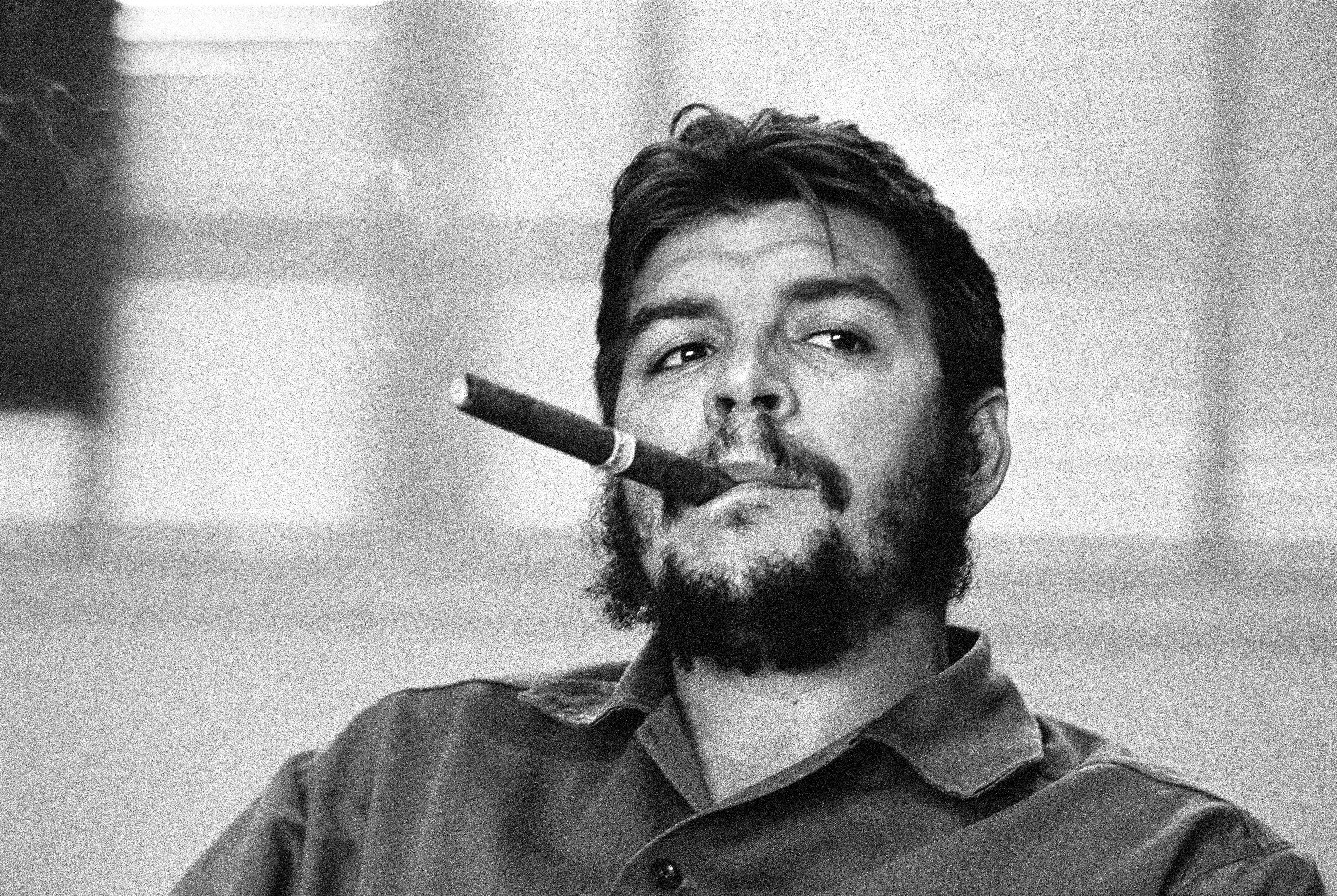
Ernesto "Che" Guevara fumando um charuto em Havana, Cuba, 1963

Che Guevara desenvolveu uma série de ideias e conceitos que se tornou conhecido como guevarismo". Seu pensamento era anti-imperialista embora não fizesse sua política externa em função das posições tomadas pelo imperialismo, tomando o marxismo-leninismo como uma base, mas com reflexões sobre como fazer uma revolução e criar uma sociedade socialista.
Guevara deu uma papel chave na luta armada. Por sua própria experiência desenvolveu uma teoria completa sobre a guerrilha, que tem sido definido como foco. Para ele, em um país onde não havia "condições objetivas" para uma revolução, um pequeno "foco" da guerrilha poderia criar as "condições subjetivas" e desencadear um levante geral da população.
Che argumentava que existia uma ligação estreita entre a guerrilha, os camponeses e a reforma agrária. Esta posição diferiu o seu pensamento do socialismo europeu, ou soviético, mais relacionada com a importância da classe operária industrial, e levou para as ideias maoístas. Seu livro A guerra de guerrilhas, é um manual que estabelece as táticas e estratégias utilizadas na guerrilha cubana.
Por outro lado, proclamada por um bloco de união dos países latino-americanos. Esta ideia está fortemente enraizada nas organizações guevaristas atuais, tais como a juventude guevarista da Argentina.

## Sobre a economia socialista
Che Guevara foi crítico da economia desenvolvida na URSS. Por seu lado era um forte defensor do "Financiamento do Sistema de Orçamento", em que existe um sistema de contas bancárias, que ajudam a eliminar as relações comerciais do sistema capitalista. Nos experimentos socialistas da época, Che disse que erros graves foram feitos, como, por exemplo, usar a lei do valor e os sistemas de incentivo aos interesses materiais, nomeadamente, entre outras coisas, resultando em um híbrido, com contradições graves. Em suas próprias palavras:
| “ | (...) Negamos a possibilidade do uso consciente da lei do valor, com base na inexistência do um mercado livre automaticamente expressa a contradição entre produtores e consumidores. (...) A lei do valor e do plano de dois termos ligados por uma contradição. | ” |

Ideias de Che sobre a economia socialista e comunista pode ser encontrado em seu artigo "Sobre o sistema de financiamento orçamental" e em seu (ainda inédito) "Notas sobre o Manual de Economia Política da Academia do Ciências da URSS", que pode ser encontrada em o livro "Che, El camino del fuego de Orlando Borrego" (estas notas fazem parte de um projeto que o Che nunca terminou, que era fazer um livro para criticar o manual da URSS). Che Guevara em conclusão, ao contrário de Stalin e Mao, não é consistente em utilizar a lei do valor para o socialismo, considerando que o bem material é a unidade básica do capitalismo.

## O guevarismo em ação
O Guevarismo inspirou e ainda inspira movimentos nacionalistas guerrilheiros armados e organizações não-governamentais, urbanas e rurais, em todo o mundo.
Entre eles pode estar Exército Revolucionário do Povo (ERP) na Argentina, o Movimento de Libertação Nacional-Tupamaros, no Uruguai, a Frente Sandinista de Libertação Nacional na Nicarágua, além de muitas outras.